# Memecylon
Memecylon — рослинна група меластоматових. Рід складається з малих і середніх дерев і кущів, що зустрічаються в тропіках Старого Світу. Різноманітність цієї групи зосереджена в тропічній Африці, Мадагаскарі, Шрі-Ланці, Індії та Малайзії.

## Морфологічна характеристика
Це кущі або невеликі дерева, часто голі; гілки округлі в перерізі або 4-гранні, багаторозгалужені. Листки черешкові або сидячі; листкова пластинка зазвичай шкіряста, перисто-жилкувата, край цільний. Квітки 4-членні. Пелюстки округлі, довгасті або яйцеподібні. Тичинок 8, рівних, ізоморфних. Плід — кістянка, часто куляста; екзокарпій зазвичай соковитий, 1-насінний. Насіння кулясте, голе.